# Uruapan del Progreso
Uruapan del Progreso o simplemente Uruapan es una ciudad ubicada en el estado de Michoacán, México, cabecera del municipio de Uruapan. Cuenta con 299 523 habitantes, según datos del XIV Censo de Población y Vivienda del INEGI en el año 2020, por lo que es la 2.ª ciudad más poblada del estado de Michoacán y la 60.ª ciudad más poblada de México. Es considerada la capital mundial del aguacate debido a su alta producción del mismo, de gran calidad.
Uruapan es considerado el punto de unión entre la región de Tierra Caliente y la Meseta Purépecha. Cuenta con diversos parques, monumentos coloniales, así como atractivos naturales que lo posicionan como uno de los principales puntos turísticos, además de ser un importante centro económico, financiero, comercial, educativo y de servicios del estado.

## Origen y significado del nombre
Existe discrepancia acerca del origen de la palabra Uruapan. Se manejan las palabras purépechas Ulhuapani y Uruapani, pero ambas refieren a la exuberante vegetación del lugar, ya que significan respectivamente ‘lugar que siempre florece’ y ‘lugar donde los árboles reverdecen’, aunque la versión más aceptada es ‘lugar donde los árboles siempre tienen frutos’ y ‘lugar de la eterna formación y fecundidad de los botones florales’, así como ‘lugar de la eterna primavera’.[cita requerida]

## Historia

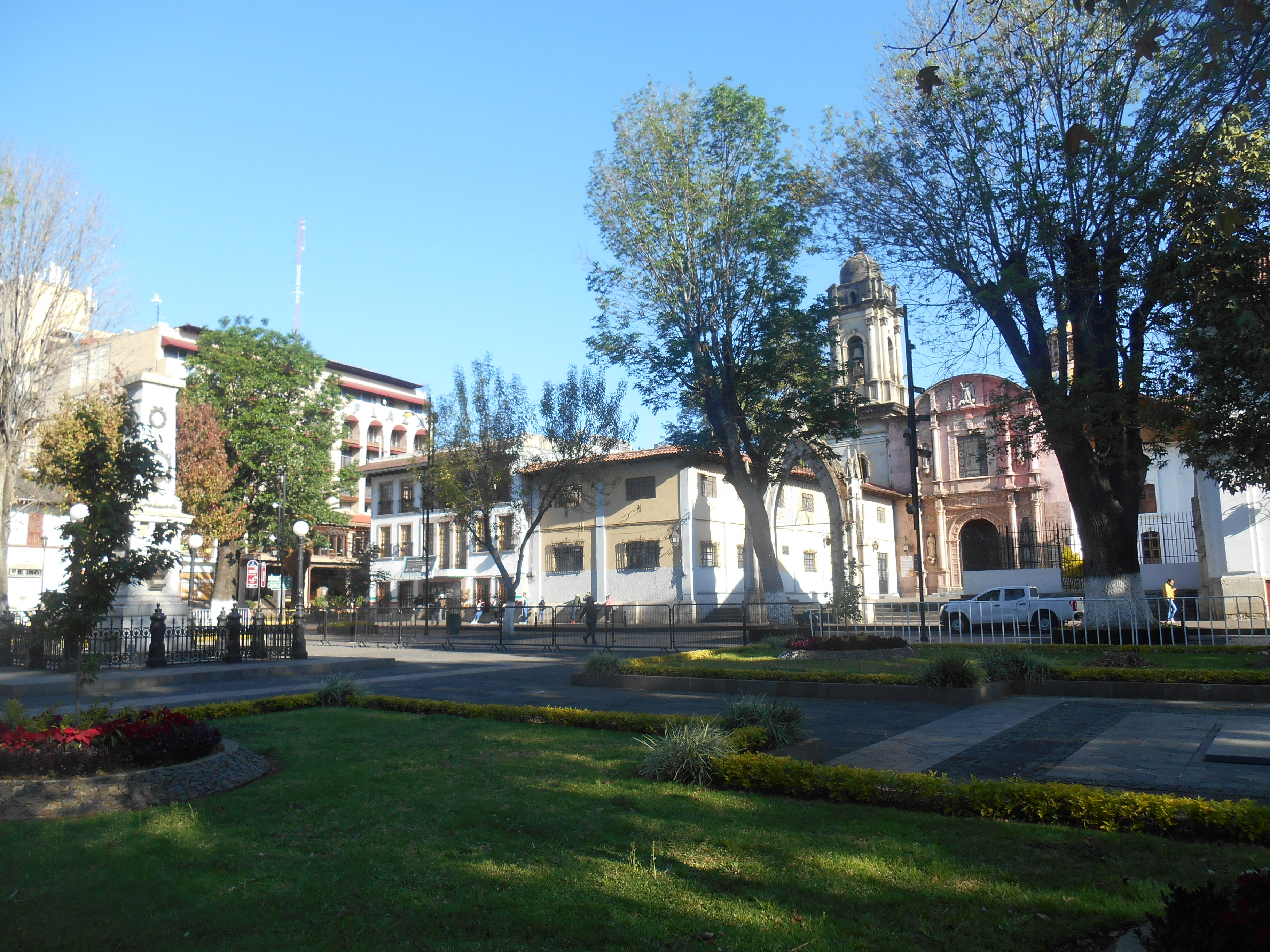
Centro histórico de la ciudad de Uruapan.

Algunos autores, como Francisco Hurtado, ubican el asentamiento de personas en la región de Uruapan hasta 1500 años antes de Cristo, y se convirtió en un importante señorío durante el periodo prehispánico, tripartita de Pátzcuaro-Ihuatzio-Tzintzuntzan en 1400 d. C., aproximadamente. La ubicación del Uruapan prehispánico se ubica donde actualmente es el barrio de la Magdalena. Uruapan fue el resguardo del último cazonci purépecha, Tangáxoan II, razón por la cual los españoles llegaron al lugar por el año de 1522. La violencia que tuvo la incursión de los invasores en la región, encabezados por Nuño de Guzmán, para encontrar al último rey purépecha ocasionó que los nativos se dispersaran y se alejaran de los centros urbanos.
Poco tiempo después, cuando se decidió evangelizar la región, Fray Juan de San Miguel fue el encargado de realizar dicha encomienda, pero encontró la zona deshabitada, por lo que decidió reunir a los nativos para evangelizarlos y darles un oficio. Al observar las ventajas geográficas de la zona como la gran cantidad de agua, sus fértiles tierras y su lugar entre Tierra Caliente y la Meseta purépecha, fundó la ciudad de Uruapan con sus nueve barrios originales en el año 1533. En dichos barrios se levantó una capilla consagrada a un santo patrono, para que fuera el protector de cada uno. Asimismo, se trazó la ciudad según la época: las calles irián de norte a sur y de este a oeste, y la posición de cada capilla se realizó para que dieran los atrios hacia otra capilla, creando una gran cruz en toda la ciudad. En 1540 se establece el sistema de gobierno conocido como la República de Indios en la población.
Durante la colonia la principal actividad de Uruapan fue el comercio y la agricultura. A mediados del siglo XVIII la ciudad tenía la siguiente composición urbana: nueve barrios con seiscientos indígenas, quinientas familias españolas y trecientas familias de mestizos.
En ese siglo la región se caracterizó por insubordinación y brotes de violencia, entre ellos los de 1766 (cuando se desató un motín en protesta por el sistema de reclutamiento para las milicias provinciales del virreinato) y 1767 (violenta represión en la que se castigó a treinta y nueve personas por los actos cometidos contra la corona el año anterior y por las protestas hechas debido a la expulsión de los jesuitas). Se sabe que un grupo conspiró contra la Monarquía, entre ellos el licenciado Michelena y el licenciado José María Izazaga, este último destacado intelectual, que estuvo relacionado con personajes ilustres.
José María Morelos y Pavón estuvo en Uruapan más de una vez cuando hacía su peregrinaje en su vida de arriero, pero oficialmente llegó a esta ciudad en calidad de educador y de religioso en 1798. Sabiéndose de otra visita hasta 1815 en calidad de jefe insurgente, en donde se dedicó a preparar borradores de la Constitución que más tarde fue promulgada en Apatzingán.
Las autoridades de la Corona ante el empuje de la fuerza insurgente, se vieron obligadas a pertrecharse en el interior de la parroquia de San Francisco, misma que fue incendiada, obligando  a las fuerzas del virreinato a rendirse. Después de este combate hubo pequeños enfrentamientos. Una vez consumada la independencia en 1821, la ciudad se sumió en un letargo. Así hasta la época de la Reforma.
En 1822 cuenta ya con Ayuntamiento Constitucional y el 15 de marzo de 1825 se constituyó cabecera de partido y subdelegación. Por la importancia que tuvo durante la guerra de independencia, el 28 de noviembre de 1858 se le dio la nominación de «Ciudad del Progreso».
Durante la invasión francesa, cuando Morelia fue tomada, se decidió cambiar la capital del estado a Uruapan, el 24 de noviembre de 1863. El 20 de diciembre de 1864 hubo un alzamiento en favor de los imperialista, pero el 19 de julio de 1865 el general Nicolás Régules les arrebató la ciudad.
La rebeldía de la ciudad se dejó ver durante la guerra que mantuvieron los liberales y conservadores, donde suscitó el apresamiento y fusilamiento de los Mártires de Uruapan (el general José María Arteaga y cuatro oficiales más), mismos que tiempo antes habían decidido organizar sus tropas en una «Gran Parada» que hicieron en el entonces oriente de la ciudad, donde actualmente existe una placa en la esquina del paseo Lázaro Cárdenas y la calle Gran Parada. El 20 de febrero de 1866 se libró la batalla de Magdalena, donde fueron derrotados los republicanos.
En 1899 se inauguró la línea férrea Ciudad de México-Morelia-Uruapan; y al año siguiente, el tranvía, que corría de la estación del ferrocarril a la plaza de los Mártires. 

Durante la revolución, la ciudad fue asaltada en 1914, pasando de un bando a otro en años posteriores. 

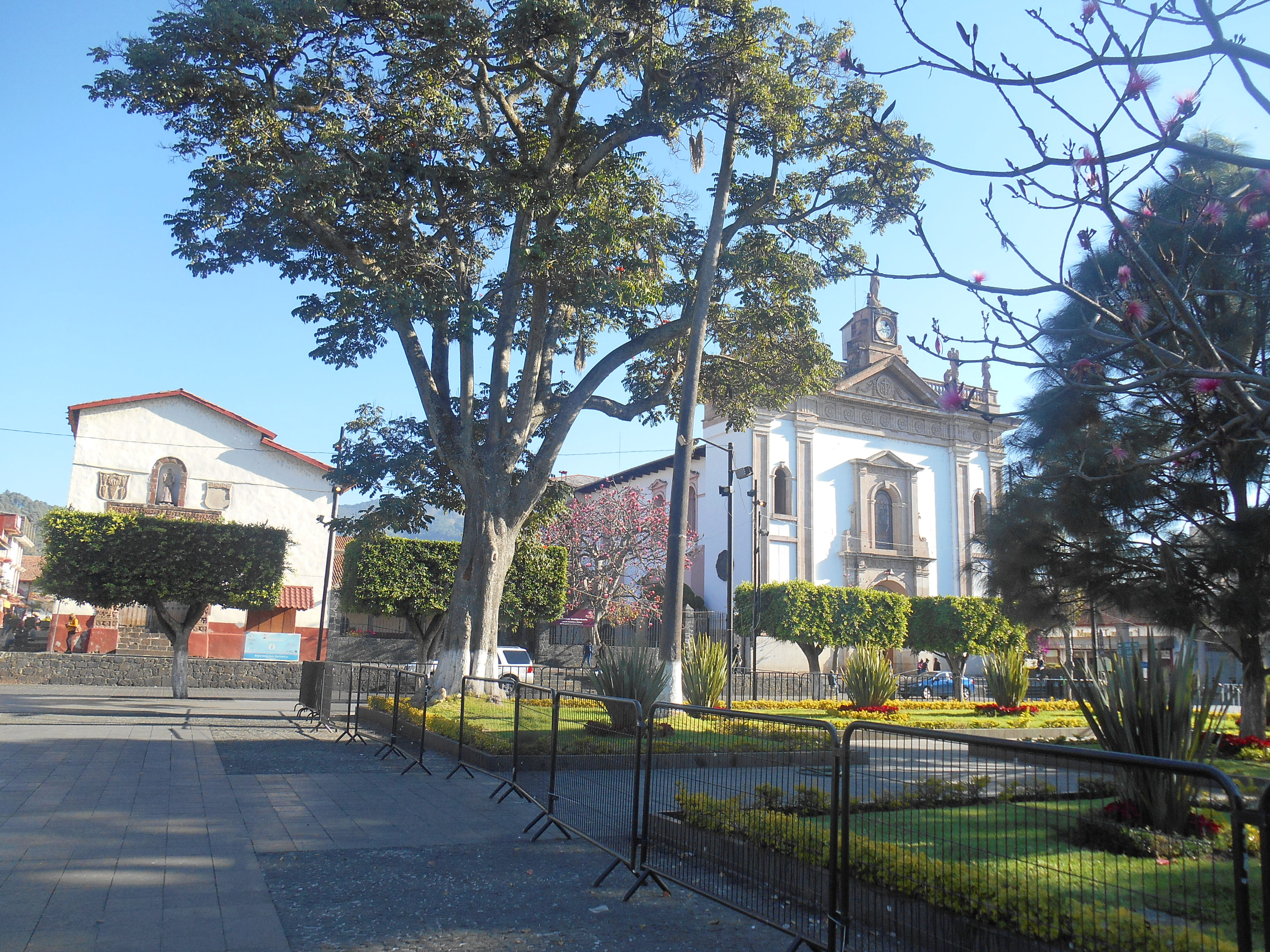
Vista de la parroquia de la Inmaculada Concepción y el antiguo templo de la Huatapera en el centro de Uruapan.

## Cultura

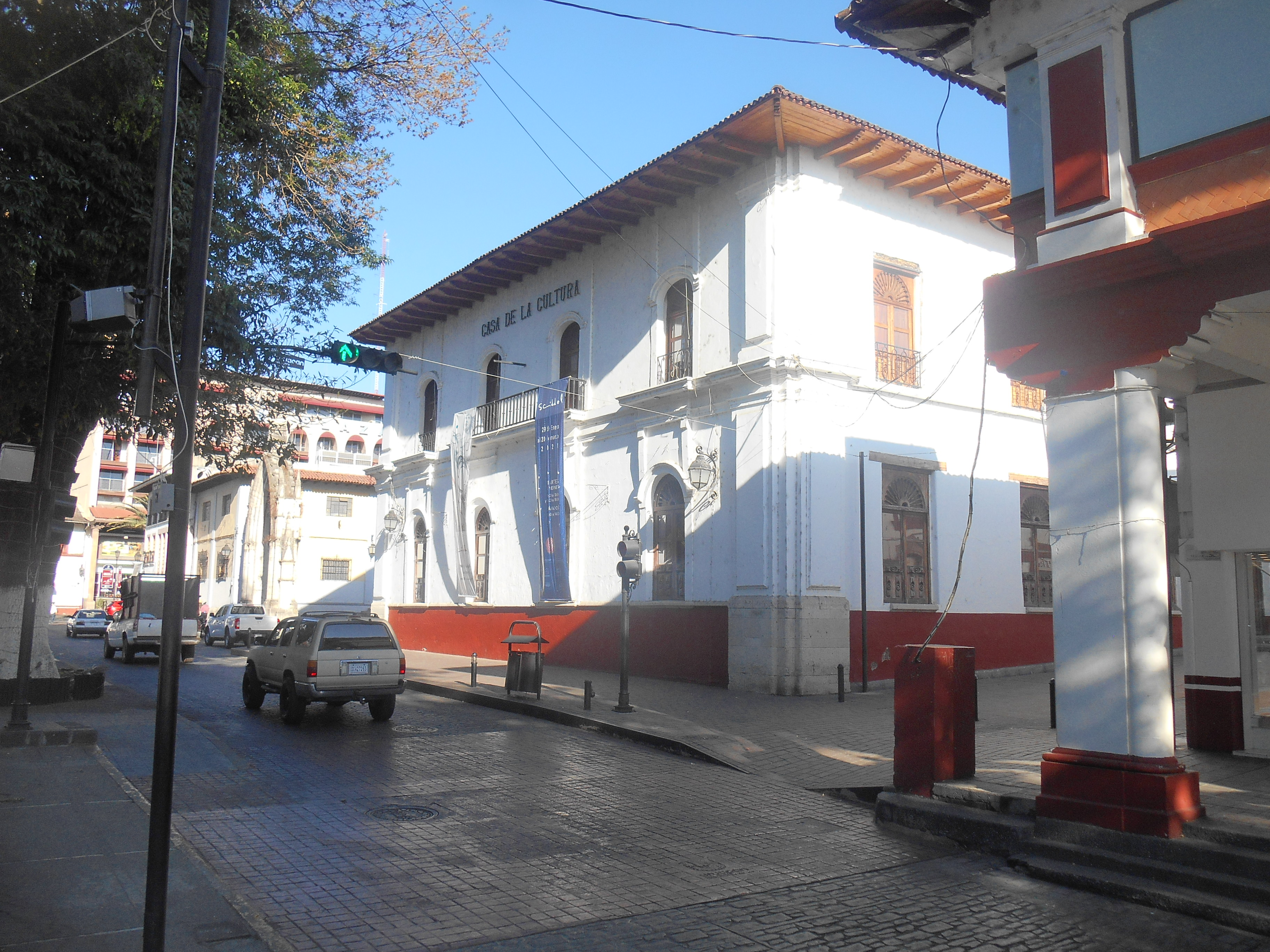
Casa de la Cultura de Uruapan durante mucho tiempo fue el edificio del ayuntamiento
.

### Artesanías
Las principales artesanías son las lacas, jícaras, bateas y máscaras, todas ellas con la famosa técnica conocida como maque, y los rebozos; además de elaborar manta rústica de algodón y de acrilán, en telares rústicos de madera de pedal, que es una de las herencias de Vasco de Quiroga. Entre las artesanías, también se pueden encontrar juguetes tallados con madera, bolsas para dama hechas con hojas de maíz, accesorios de bisutería hechos de madera, etc. Estas artesanías son realizadas principalmente por los indígenas de la Meseta purépecha.
Cada año durante el periodo de la Semana Santa y Semana de Pascua se lleva a cabo el Tianguis Artesanal de Domingo de Ramos, el cual tiene una duración de 15 días y alberga a más de 1300 artesanos de todo el estado de Michoacán, que participan en la exposición y venta de productos de las 12 ramas artesanales. Entre las principales actividades del tianguis destacan:
- Desfile de los artesanos: marca la llegada de los artesanos a Uruapan y el inicio del Tianguis.
- Concursos de Artesanías.
- Concurso de Indumentaria Tradicional: permiten apreciar la cultura, ideología, color y texturas de los pueblos indígenas del estado de Michoacán (purhépecha, masahua, otomí y nahua).
- Muestra gastronómica de comida purhépecha.
- Ritual de las Aguadoras.

### Gastronomía
Dada la diversidad de los grupos étnicos que en los últimos años ha recibido la ciudad, debido a la inmigración desde las regiones de Tierra Caliente y de las comunidades indígenas, se ha generado una diversidad gastronómica que ofrece una variedad de platillos regionales. De las comunidades indígenas existen las corundas; el churipo (un cocido de carne de res elaborado con especias regionales y verduras como el repollo); la soricua; sangre cocida, barbacoa de borrego; carnitas de cerdo; quesadillas de flor de calabaza; atole de leche, changunga, zarzamora, negro (cáscara de cacao), tamarindo, piña, de guayaba y atole de grano; el chocolate de metate; los uchepos; plátanos cocidos; o guacamole (una pasta hecha de aguacate con limón, cebolla y chile). 

### Festividades
Las principales fiestas de Uruapan son:
- Fiesta en el barrio de San José (19 de marzo).
- Celebraciones de Semana Santa y Tianguis Artesanal (considerado el tianguis artesanal más grande de Latinoamérica).
- Fiesta en el barrio de El Vergel (variable entre mayo y junio).
- Fiesta en el barrio de San Juan Quemado (24 de junio).
- Fiesta en el barrio de San Pedro (29 de junio).
- Fiesta en el barrio de La Magdalena, la más conocida de la ciudad (22 de julio).
- Fiesta en el barrio de Santo Santiago y en el pueblo de Angahuan (25 de julio).
- Fiesta en el barrio de San Miguel (29 de septiembre).
- Fiesta patronal de San Francisco de Asís (4 de octubre).
- Festival de las Velas (fechas próximas al Día de Muertos).
- Fiesta en el barrio San Juan Evangelista (27 de diciembre).

## Geografía

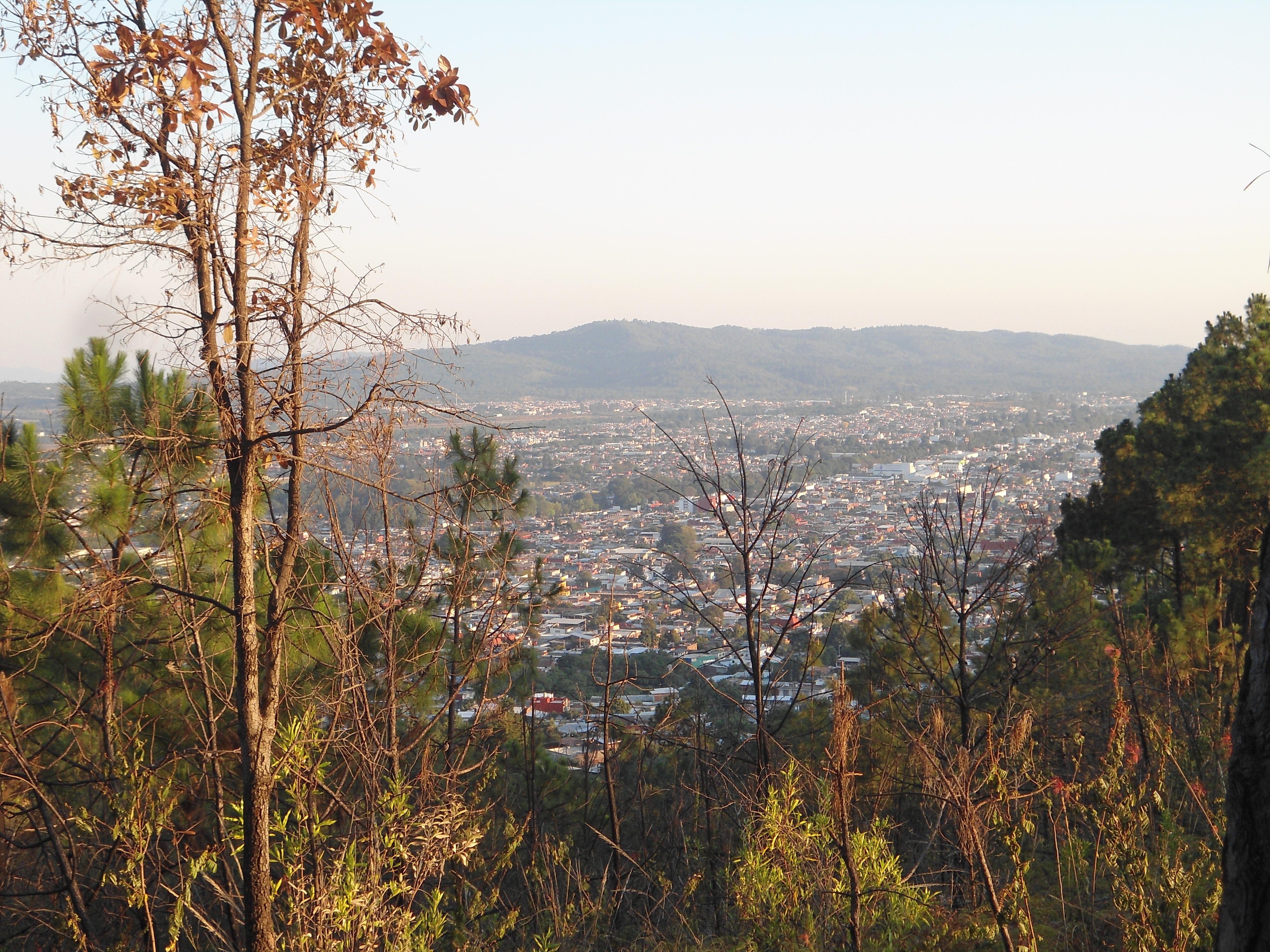
Vista hacia la ciudad desde el cerro de la Charanda.

Uruapan está inmersa en el eje neovolcánico mexicano, al centro-occidente del estado de Michoacán, tiene una extensión territorial total de 954.17 km². Limita con los municipios de Los Reyes, Charapan, Paracho, Nahuatzen, Tingambato, Ziracuaretiro, Taretan, Nuevo Urecho, Gabriel Zamora, Parácuaro, Nuevo Parangaricutiro, Tancítaro y Peribán.
Sus principales accidentes orográficos son el cerro de la Cruz, de la Charanda y de Jicalán. Su principal sistema hidrográfico es el río Cupatitzio, el cual nace dentro de la ciudad y del cual se obtiene la mayor parte del agua potable que se utiliza en la ciudad. Y el río Santa Bárbara que nace en la presa de Caltzonzin y cruza el oriente de la ciudad. Ambos pertenecen a la cuenca del Río Tepalcatepec y este a su vez a la región hidrográfica del Río Balsas.

### Clima
El clima del municipio de Uruapan es uno de los más variados del estado de Michoacán pues se ve influenciado por las diferencias de altitud en el terreno, existen cinco tipos diferentes de clima. La zona norte tiene un clima templado subhúmedo con lluvias en verano, en la zona central del municipio, la más elevada, tiene un clima templado húmedo con abundantes lluvias en verano, en la misma zona central otro sector tiene clima Semicálido húmedo con abundantes lluvias en verano, hacia el sur otra zona registra clima semicálido subhúmedo con lluvias en verano y finalmente en el extremo sur del municipio el clima es clasificado como cálido subhúmedo con lluvias en verano.
La temperatura media anual del territorio también se encuentra dividida en tres zonas, la zona norte del municipio tiene un rango de 6 a 20 °C, la zona centro y sur tiene un promedio entre 10 y 27 °C, y finalmente dos porciones del extremo sur registran de 14 a 33 °C; el centro del municipio de Uruapan es una de las zonas que registran mayor promedio pluvial anual en el estado de Michoacán, superando los 1500 mm al año, hacia el norte y sur de esta zona el promedio va de 1200 a 1500 mm, y hacia el sur se suceden dos zonas más, donde el promedio es de 1000 a 1200 mm y de 800 a 1000 mm.
| Parámetros climáticos promedio de Uruapan del Progreso (1951-2010) (1611 m s. n. m.) | Parámetros climáticos promedio de Uruapan del Progreso (1951-2010) (1611 m s. n. m.) | Parámetros climáticos promedio de Uruapan del Progreso (1951-2010) (1611 m s. n. m.) | Parámetros climáticos promedio de Uruapan del Progreso (1951-2010) (1611 m s. n. m.) | Parámetros climáticos promedio de Uruapan del Progreso (1951-2010) (1611 m s. n. m.) | Parámetros climáticos promedio de Uruapan del Progreso (1951-2010) (1611 m s. n. m.) | Parámetros climáticos promedio de Uruapan del Progreso (1951-2010) (1611 m s. n. m.) | Parámetros climáticos promedio de Uruapan del Progreso (1951-2010) (1611 m s. n. m.) | Parámetros climáticos promedio de Uruapan del Progreso (1951-2010) (1611 m s. n. m.) | Parámetros climáticos promedio de Uruapan del Progreso (1951-2010) (1611 m s. n. m.) | Parámetros climáticos promedio de Uruapan del Progreso (1951-2010) (1611 m s. n. m.) | Parámetros climáticos promedio de Uruapan del Progreso (1951-2010) (1611 m s. n. m.) | Parámetros climáticos promedio de Uruapan del Progreso (1951-2010) (1611 m s. n. m.) | Parámetros climáticos promedio de Uruapan del Progreso (1951-2010) (1611 m s. n. m.) |
| Mes                                                                                  | Ene.                                                                                 | Feb.                                                                                 | Mar.                                                                                 | Abr.                                                                                 | May.                                                                                 | Jun.                                                                                 | Jul.                                                                                 | Ago.                                                                                 | Sep.                                                                                 | Oct.                                                                                 | Nov.                                                                                 | Dic.                                                                                 | Anual                                                                                |
| ------------------------------------------------------------------------------------ | ------------------------------------------------------------------------------------ | ------------------------------------------------------------------------------------ | ------------------------------------------------------------------------------------ | ------------------------------------------------------------------------------------ | ------------------------------------------------------------------------------------ | ------------------------------------------------------------------------------------ | ------------------------------------------------------------------------------------ | ------------------------------------------------------------------------------------ | ------------------------------------------------------------------------------------ | ------------------------------------------------------------------------------------ | ------------------------------------------------------------------------------------ | ------------------------------------------------------------------------------------ | ------------------------------------------------------------------------------------ |
| Temp. máx. abs. (°C)                                                                 | 29.5                                                                                 | 31.5                                                                                 | 39.0                                                                                 | 35.0                                                                                 | 34.0                                                                                 | 36.0                                                                                 | 32.0                                                                                 | 31.5                                                                                 | 32.0                                                                                 | 32.0                                                                                 | 31.0                                                                                 | 36.0                                                                                 | 39.0                                                                                 |
| Temp. máx. media (°C)                                                                | 24.7                                                                                 | 26.1                                                                                 | 28.3                                                                                 | 30.0                                                                                 | 30.1                                                                                 | 27.6                                                                                 | 26.3                                                                                 | 26.1                                                                                 | 26.0                                                                                 | 26.4                                                                                 | 26.0                                                                                 | 24.9                                                                                 | 26.9                                                                                 |
| Temp. media (°C)                                                                     | 16.9                                                                                 | 17.8                                                                                 | 19.5                                                                                 | 21.2                                                                                 | 22.0                                                                                 | 21.4                                                                                 | 20.5                                                                                 | 20.3                                                                                 | 20.2                                                                                 | 19.9                                                                                 | 18.8                                                                                 | 17.6                                                                                 | 19.7                                                                                 |
| Temp. mín. media (°C)                                                                | 9.1                                                                                  | 9.4                                                                                  | 10.7                                                                                 | 12.5                                                                                 | 14.0                                                                                 | 15.3                                                                                 | 14.7                                                                                 | 14.6                                                                                 | 14.5                                                                                 | 13.3                                                                                 | 11.6                                                                                 | 10.3                                                                                 | 12.5                                                                                 |
| Temp. mín. abs. (°C)                                                                 | 0.9                                                                                  | 0.0                                                                                  | 2.0                                                                                  | 6.0                                                                                  | 5.0                                                                                  | 6.0                                                                                  | 9.5                                                                                  | 10.0                                                                                 | 6.0                                                                                  | 6.5                                                                                  | 3.0                                                                                  | 2.7                                                                                  | 0.0                                                                                  |
| Precipitación total (mm)                                                             | 45.2                                                                                 | 10.5                                                                                 | 6.3                                                                                  | 9.0                                                                                  | 31.9                                                                                 | 270.5                                                                                | 326.0                                                                                | 338.1                                                                                | 299.3                                                                                | 138.3                                                                                | 32.1                                                                                 | 13.5                                                                                 | 1520.7                                                                               |
| Fuente: Servicio Meteorológico Nacional 10 de junio de 2022                          |                                                                                      |                                                                                      |                                                                                      |                                                                                      |                                                                                      |                                                                                      |                                                                                      |                                                                                      |                                                                                      |                                                                                      |                                                                                      |                                                                                      |                                                                                      |

### Ecosistemas
Un muy importante sector del territorio de Uruapan, principalmente hacia el centro y norte, se dedican a la agricultura, el resto del municipio se encuentra cubierto por bosque, en el que en las zonas más elevadas se encuentran pino y encino, en zonas más bajas especies como parota, guaje, cascalote y cirián. Su fauna se conforma principalmente por coyote, zorrillo, venado, zorra, cacomixtle, liebre, tlacuache, conejo, pato, torcaza y chachalaca.

## Demografía

### Población

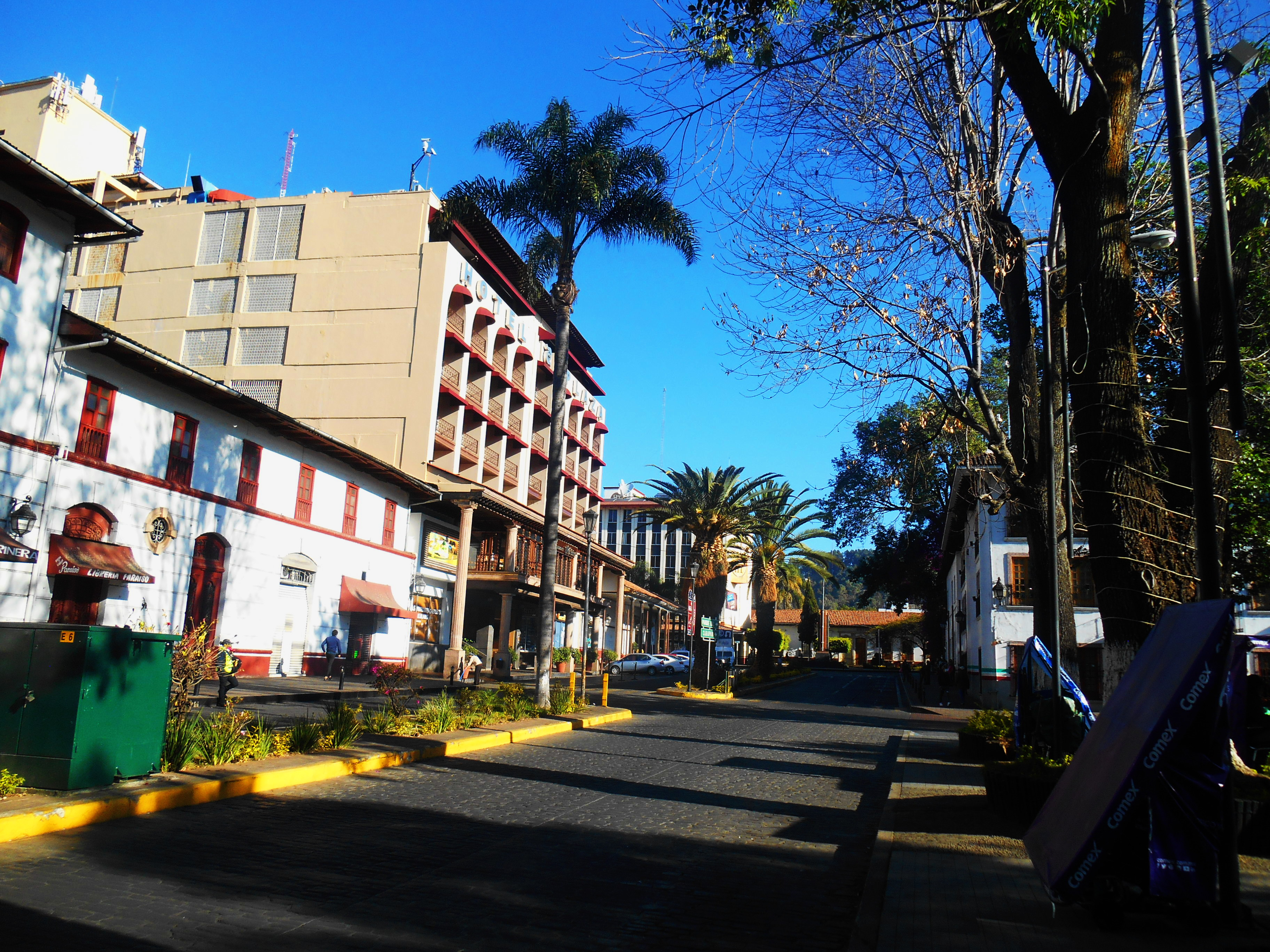
Avenida en el centro de Uruapan.

De acuerdo con los datos arrojados por el Censo de Población y Vivienda del INEGI 2020, la ciudad de Uruapan cuenta con 299 523 habitantes, y su zona conurbada con poblaciones que han sido absorbidas por la mancha urbana como Caltzontzin, Jicalán o Santa Rosa, alcanza los 322 082 habitantes, lo que la coloca como la segunda más poblada del Estado.
Principales localidades cornurbadas: 
| Localidad     | Población |
| ------------- | --------- |
| Uruapan       | 299 523   |
| Caltzontzin   | 6055      |
| Toreo         | 5414      |
| Santa Rosa    | 3749      |
| Jicalán       | 2281      |
| Jucutácato    | 1753      |
| La Basilia    | 707       |
| Tejerías      | 548       |
| Lomas del Rey | 419       |

### Población de la ciudad de Uruapan 1900-2020
| Gráfica de evolución demográfica de Uruapan del Progreso entre 1900 y 2020                        |
|                                                                                                   |
| Población de los censos del Instituto Nacional de Estadística y Geografía (INEGI) de 1900 a 2020. |

### Grupos étnicos
La población mayor de cinco años de edad que habla alguna lengua indígena en el municipio de Uruapan asciende a un total de 16 043 personas, 7856 hombres y 8197 mujeres; de ellos, 14 352 son bilingües en español, solo 1394 hablan únicamente su lengua materna y 297 no especifican su condición. La mayoría de los hablantes de una lengua indígena en Uruapan, lo son de purépecha, totalizando 15 127 hablantes, el mazahua con únicamente 37 hablantes, el náhuatl con 35, 14 hablantes de lenguas mixtecas, 7 de otomí, 4 de lenguas zapotecas, 3 de maya, etc.

### Barrios

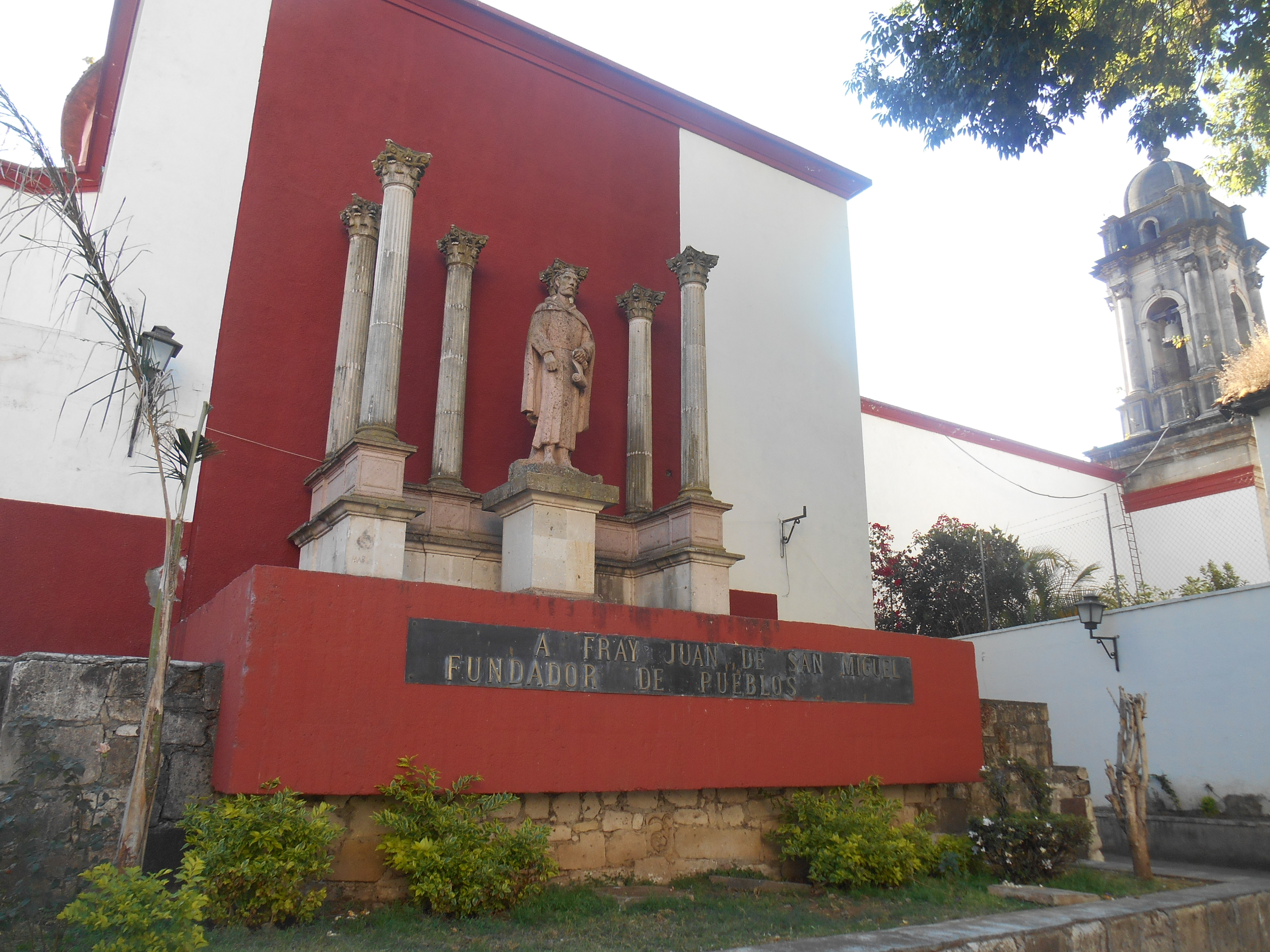
Monumento a Fray Juan de San Miguel fundador de Uruapan en el centro histórico de la ciudad.

Desde tiempos prehispánicos la región estaba habitada por una compleja sociedad purépecha, cuyo centro era Tzintzuntzan. Cuando llegaron los conquistadores los antiguos habitantes fueron perseguidos, asesinados, saqueados y sus mitologías ofendidas. De esta manera los indígenas huyeron hacia las montañas para protegerse de los invasores. Bajo este contexto, en 1533 llegó Fray Juan de San Miguel, fraile franciscano español que realizó una labor de mediación, evangelización y pacificación. Con el tiempo los convenció de regresar a sus comarcas, los organizó en comunidades y a cada una le asignó un santo patrón. Fue así que se fundaron los nueve barrios de Uruapan: La Magdalena, San Miguel, San Pedro, San Juan Evangelista, San Juan Bautista, Los Tres Reyes, La Santísima Trinidad, San Francisco y Santo Santiago.

Cada barrio se regía por un gobierno llamado «República de Indios» que con el tiempo se convirtió en un auténtico poder paralelo al Gobierno Español. El representante de la República se elegía cada año en asamblea. Esta institución desapareció en 1767 cuando la Corona española los castigó por los continuos amotinamientos de protesta en contra de la monarquía. Por otra parte, la organización religiosa era depositada en cuatro «Cargueros», en indios «Semaneros» y en un «Mayordomo». En cada uno de los barrios se edificó una capilla en la cual se construyó un retablo con la imagen del Santo Titular.

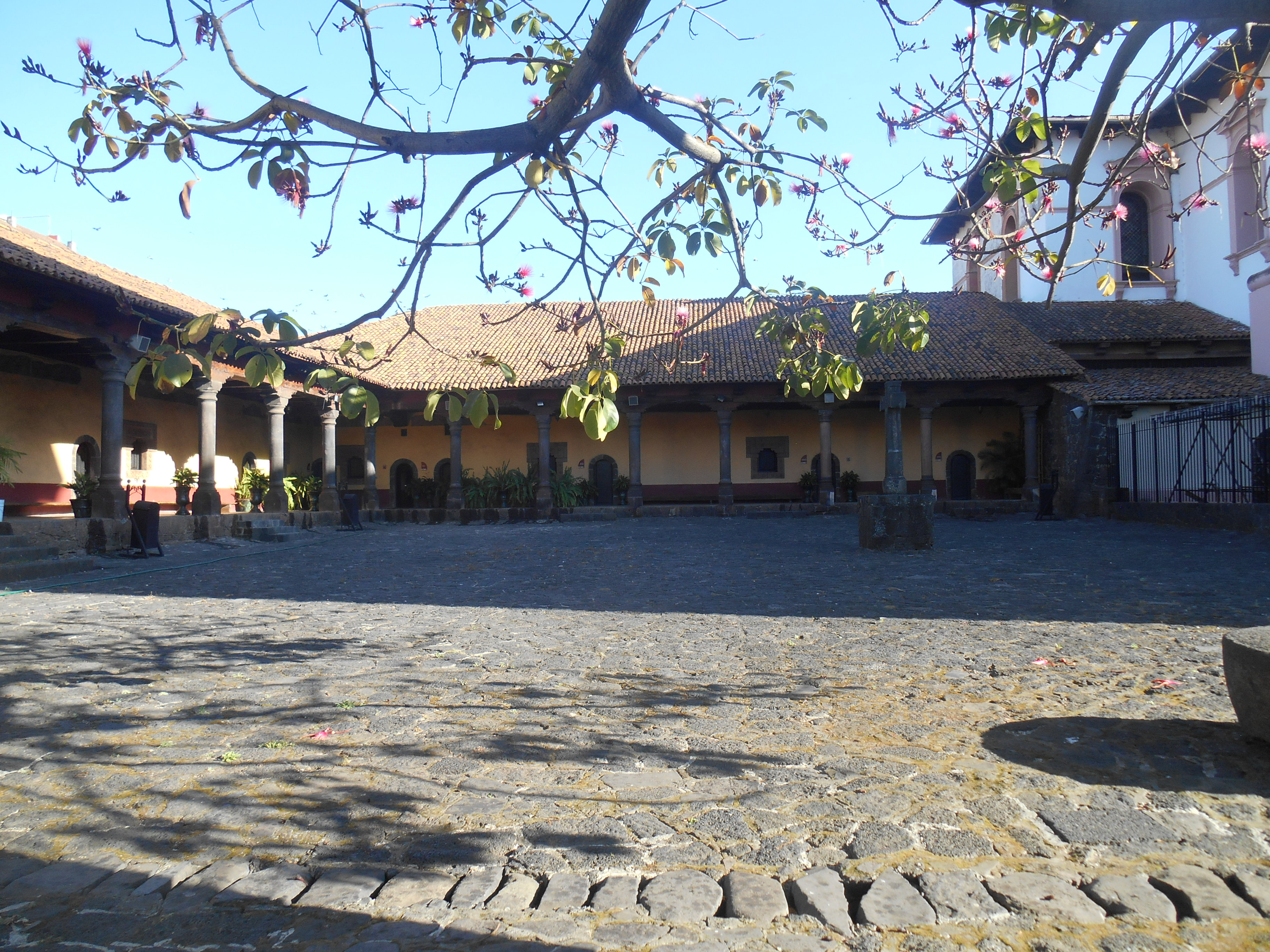
La Huatapera que en la lengua nativa purépecha significa «Lugar de Reunión»

En el siglo XXI se recuperaron los nueve barrios originales, se debe destacar el caso del barrio de La Santísima Trinidad cuya capilla fue abandonada a principios del siglo XX y finalmente demolida en 1936 para convertirse en cuartel del Ejército Mexicano, lo que provocó el traslado de los símbolos característicos al nuevo barrio del Sagrado Corazón de Jesús o El Vergel, localizado a unas calles al sur. Mientras que el de San Juan Evangelista estuvo olvidado al haberse incendiado su capilla en 1920, lo que hizo que se construyera una provisional que posteriormente sería una iglesia dedicada a La Sagrada Familia, dejando en el olvido a la colonia original; fue hasta 2007 cuando se recuperó la denominación de barrio tradicional ubicando su capilla en el interior del Panteón Municipal, localizado en la misma zona. Con el resurgir de los barrios del Sagrado Corazón y San Juan Evangelista, el único que se consideraba perdido era el de Los Tres Reyes, sin embargo, al finalizar el siglo XX se iniciaron los esfuerzos para el resurgimiento de este barrio por parte de los vecinos de la colonia La Quinta, ubicada al noroeste de la ciudad, quienes contaban con una capilla dedicada a San José, la cual se había convertido en el hogar de los símbolos característicos del barrio de Los Tres Reyes, posteriormente el comité de barrios de la ciudad aceptó la solicitud de los vecinos bajo el nombre de barrio de San José, por lo que en esencia Uruapan volvió a tener sus nueve barrios originarios.

## Economía

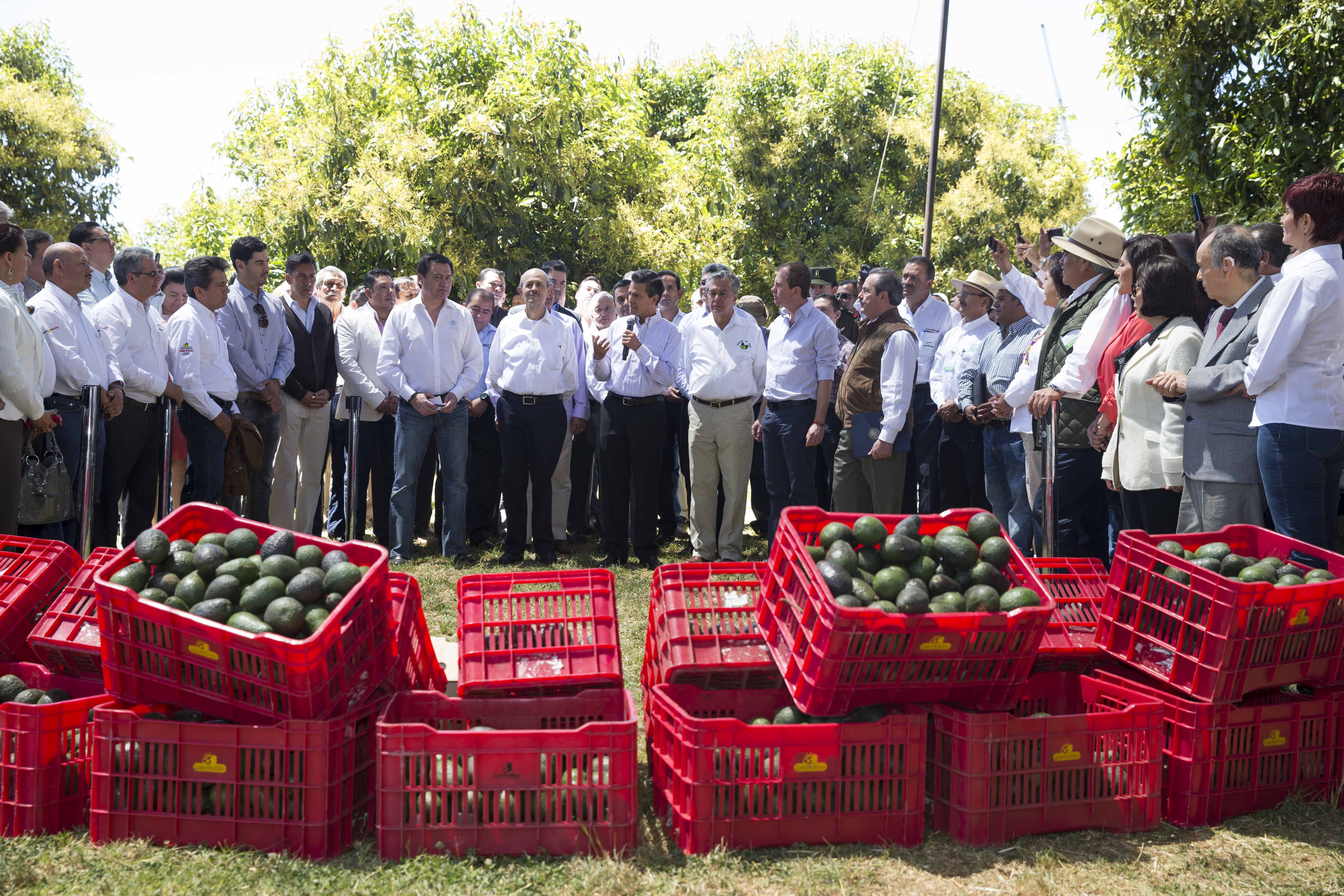
Discurso del Presidente de la República Mexicana, Enrique Peña Nieto, en Uruapan, el 13 de marzo de 2014, en reconocimiento al Programa de Producción y exportación del Aguacate.

La población económicamente activa del municipio en 2005 fue sel 33.1 % y el desempleo fue de 1.27 %, la gente se ocupa mayoritariamente en el sector terciario (comercio y servicios), con 82.7 % del total en 2005, seguido del sector secundario con el 84.56 %. El ingreso promedio del municipio en salarios ALTOS es de 7.9.
La principal actividad agrícola del municipio de Uruapan sin duda es el cultivo del aguacate, que ha sido llamado el oro verde de Michoacán. El gran auge de la producción de aguacate en el estado se dio a partir del año 1997, año en el que se suspendió la prohibición de exportar aguacate Mexicano a Estados Unidos, decreto impuesto desde el año de 1913. A partir de 1997 el municipio ha exportado aguacate a los Estados Unidos siendo este el mayor consumidor de la producción uruapense alcanzando las 200 mil toneladas de un total de 300 mil toneladas exportadas al extranjero.
Sin dejar de sumar importancia, algunas de las actividades agrícolas del municipio son: el cultivo de la caña de azúcar, maíz, durazno, café, guayaba y hortalizas como jitomate, chile y calabaza. La actividad pecuaria tiene importancia, además se cría bovino, porcino, caprino, equino, avícola y existe un pequeño sector de silvicultura.
La actividad industrial no está muy desarrollada, aunque existen empresas dedicadas a la fabricación de plásticos, fabricación de papel, productos a base del chocolate y empaques de aguacate
El sector del comercio y servicios se integra por la actividad de hoteles y restaurantes de la ciudad, así como de los centros comerciales, entre los cuales se encuentran grandes cadenas internacionales y nacionales.

## Turismo

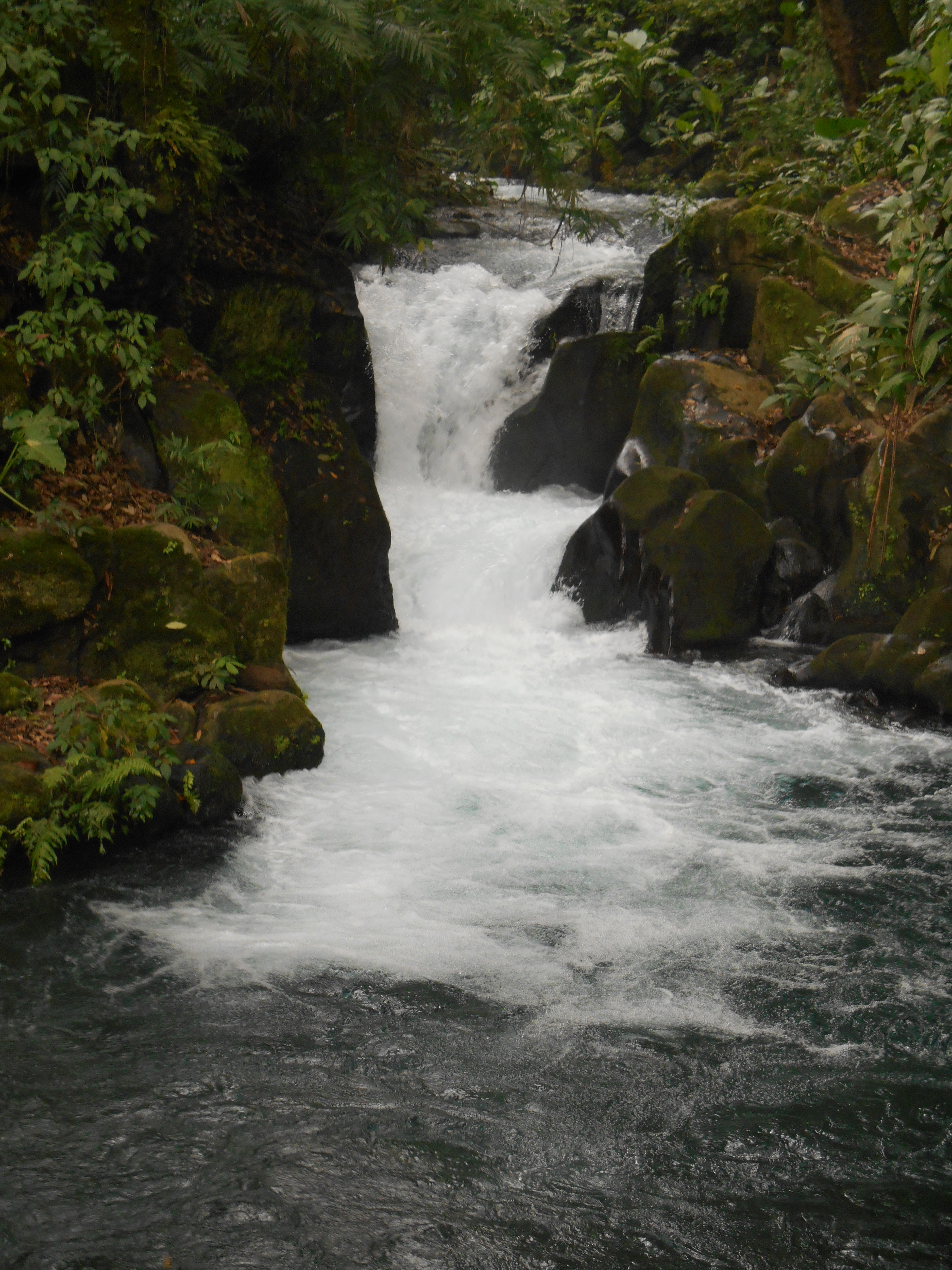
Río Cupatitzio.

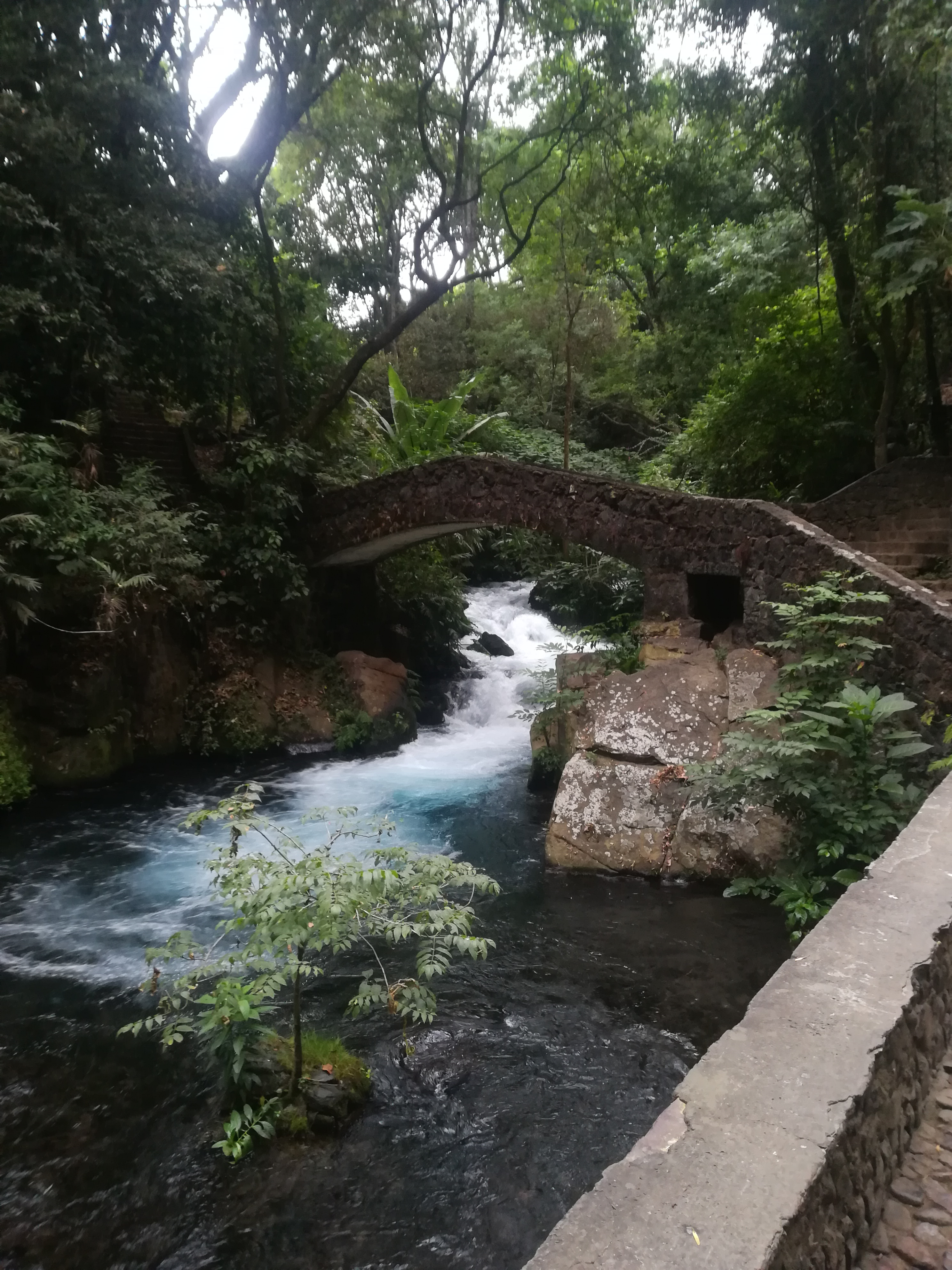
Cascada parque nacional, Ciudad Uruapan

La ciudad cuenta con atractivos turísticos culturales y naturales. Entre los más destacados se encuentran:

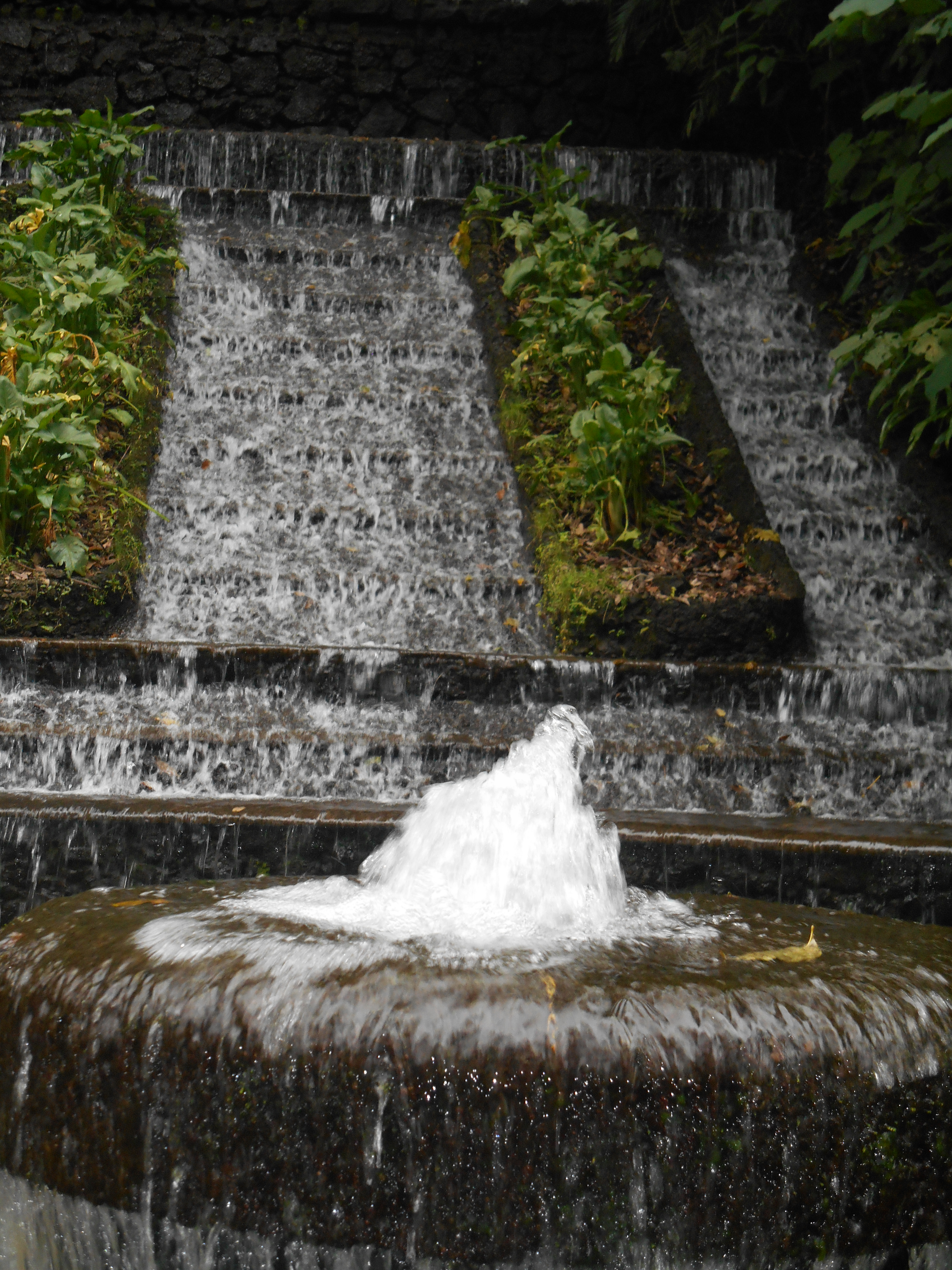
Fuente interior del parque nacional Barranca del Cupatitzio.

- Parque nacional Barranca del Cupatitzio: en el que nace el río Cupatitzio (‘río que canta’). Conjuga las cristalinas aguas del río, la exuberante vegetación y leyendas que se van encontrando al pasar por cada una de las fuentes, siendo la más relevante la fuente «La rodilla del Diablo», justamente donde nace dicho río.
- La Huatápera: es un antiguo hospital y uno de los primeros de América, fundado por Fray Juan de San Miguel, fue un sitio donde los indígenas eran curados de sus enfermedades, se les educaba e instruía acerca de la religión. Los materiales con que está construida son: madera, tejamanil, piedra volcánica y cantera. Su estilo arquitectónico es plateresco y mudéjar.
- La Tzaráracua: al sur de Uruapan, se localiza una cascada rodeada de frondosa vegetación.
- Tianguis Artesanal Domingo de Ramos, el centro de la ciudad se llena de artesanías, todas son traídas de distintas comunidades en las cuales Fray Juan de San Miguel evangelizó a los colonos y aportó un oficio.
- Templo de San Francisco y Casa de la Cultura: sus orígenes se remontan a la fundación de la ciudad y son de estilo plateresco.
- Mercado de Antojitos: en ese mercado pueden encontrarse platillos típicos de la región.
- Fábrica de San Pedro: durante el siglo pasado se fabricaban telares de gran calidad, ahora funge como centro de convenciones y de igual forma una discoteca.Mercado de antojitos de Uruapan.

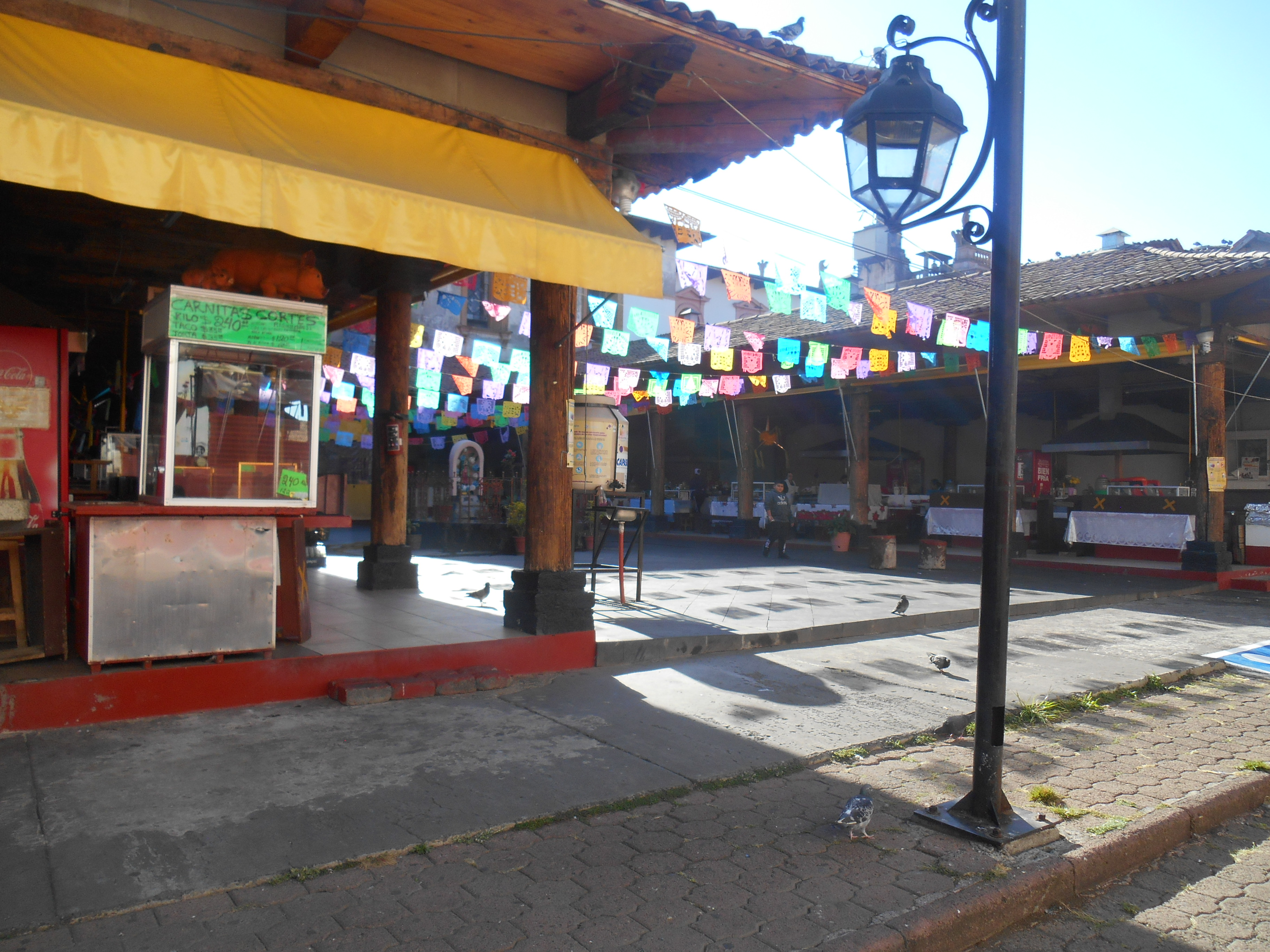
Mercado de antojitos de Uruapan.

- Plaza de los Mártires: se localiza en el centro de la ciudad, en ella se encuentra un monumento erigido en 1893 para honrar a los Mártires de Uruapan; al lado de esta plaza se encuentra la plaza Morelos, donde se encuentra un monumento dedicado al José María Morelos, quién antes de unirse a la causa independentista, realizó su labor como sacerdote en la ciudad.
- La casa más angosta del Mundo: que últimamente se ha hecho popular por aparecen en el libro Guinness de los récords. La casa mide 1.4 × 7.7 m.

- Tianguis artesanal de Domingo de Ramos: Se reúnen artesanos de varios puntos del estado, en particular miembros de las etnias nahua, mazahua, purépecha, y otomí. Se exhiben y comercializan piezas artesanales, hechas principalmente de barro, cerámica, madera, piel, cobre, fibras vegetales, etc.
- Festival de Velas (Noche de muertos): del 29 de octubre al 1 de noviembre, se encienden más de 20 mil velas por las calles y plazas del centro junto con recorridos nocturnos por el parque pacional y el parque lineal La Camelina a la orilla del río Cupatitzio.

## Comunicaciones

### Aéreas
El municipio de Uruapan cuenta con el Aeropuerto Internacional de Uruapan, localizado dentro de la mancha urbana. Esta terminal aérea cuenta con vuelos hacia las ciudades de Tijuana y Los Ángeles operados por la aerolínea Volaris, así como vuelos a Ciudad de México operado por la aerolínea Mexicana, además de servir como un punto de comunicaciones aéreas en la región.

### Carreteras
- Carretera Federal 37: es una carretera que parte de la ciudad de León, Guanajuato, cruzando el estado de Michoacán, en ciudades como La Piedad y por Uruapan, donde se convierte en el paseo Lázaro Cárdenas.  Divide la ciudad en dos partes y sigue su camino a la costa hasta llegar a la comunidad de Playa Azul en el municipio de Lázaro Cárdenas.

- Carretera Federal 14: existe una carretera libre y una autovía de cuota, que tienen un trazado paralelo, iniciando en la ciudad de Pátzcuaro con destino a Uruapan.

- Autopista Siglo XXI: es una autopista que comunica a las ciudades de Uruapan, Morelia y Lázaro Cárdenas.

- Carretera Uruapan-Los Reyes: Inicia su recorrido en la Carretera Federal 37, unos diez kilómetros al norte de Uruapan, conecta con la ciudad de Los Reyes de Salgado, además de ser utilizada como un eje comunicacional entre distintas comunidades de la Meseta purépecha y la región occidente de Michoacán.

- Carretera Uruapan-Tancítaro: comunica a la ciudad de Uruapan con los municipios de Nuevo San Juan Parangaricutiro y Tancítaro.

Uruapan cuenta además con la Central de Autobuses Uruapan, la cual ofrece servicios de autobús a distintas ciudades del estado de Michoacán y de México.

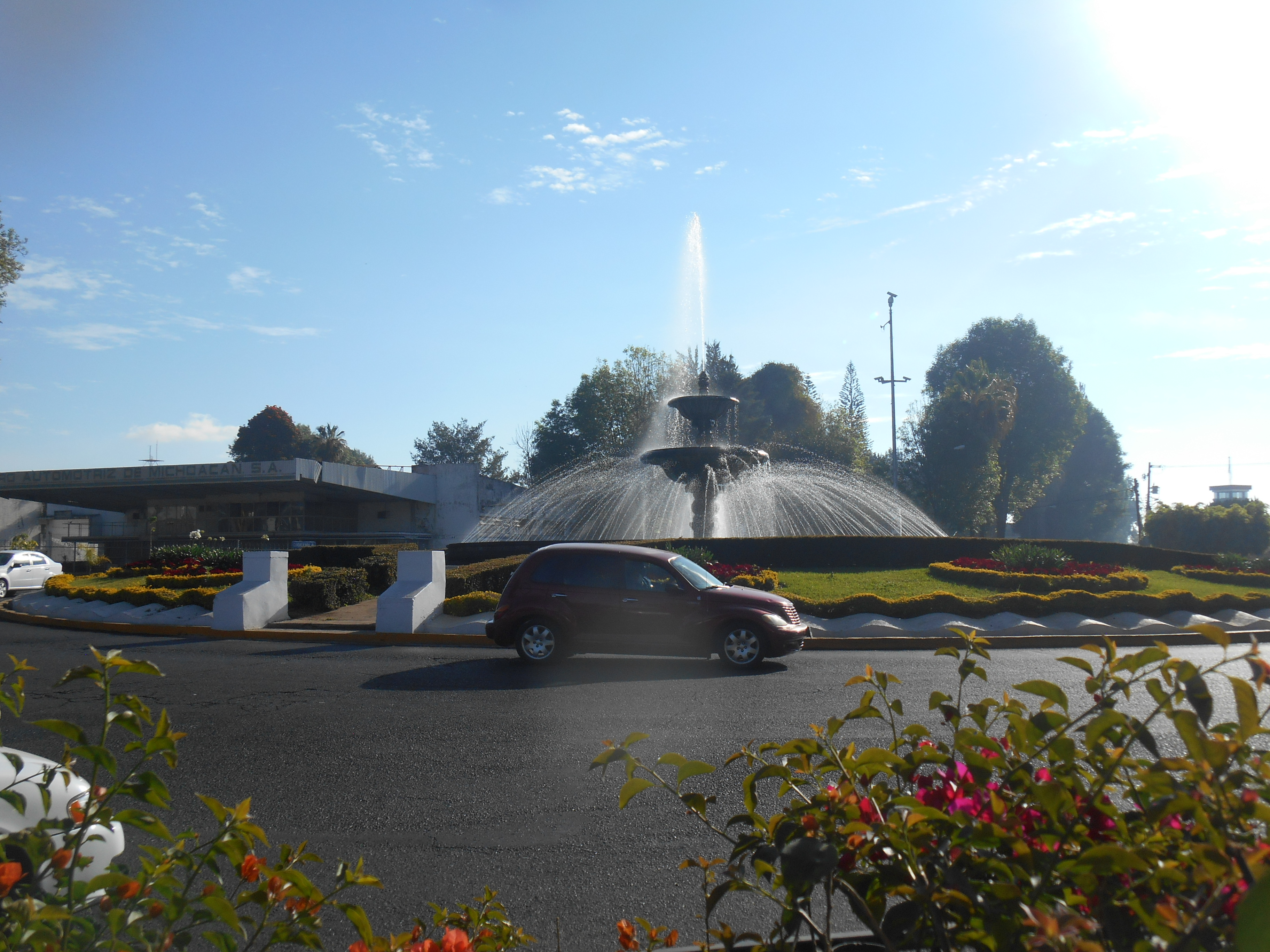
El paseo Gral. Lázaro es la principal avenida de la Ciudad de Uruapan

### Vías férreas
La ciudad cuenta con conexión a la vía férrea Ciudad de México-Acámbaro-Morelia-Uruapan. La actual estación de ferrocarriles se encuentra localizada en la comunidad de Caltzontzin, y es utilizada para el servicio de carga.

### Radiodifusoras
En la ciudad de Uruapan y alrededores existen un total de 11 estaciones de radio: 8 en Frecuencia Modulada y 4 en Amplitud Modulada, sin embargo, tres de las frecuencias en AM también transmiten en FM.
Amplitud Modulada (AM)
| Nombre            | Siglas | Frecuencia |
| Stereo Mia        | XEUF   | 610 A.M.   |
| Media Group Radio | XEUORN | 750 A.M.   |
| La Poderosa       | XEIP   | 1050 A.M.  |
| Candela Uruapan   | XEFN   | 1130 A.M.  |

Frecuencia Modulada (FM)
| Nombre               | Siglas | Frecuencia |
| La Poderosa          | XHIP   | 89.7 F.M.  |
| Candela Uruapan      | XHFN   | 91.1 F.M.  |
| Los 40               | XHENI  | 93.7 F.M.  |
| SM Radio             | XHRUA  | 99.7 F.M.  |
| Stereo Mia           | XHUF   | 100.5 F.M. |
| Canal Juvenil Stereo | XHIW   | 101.3 F.M. |
| La Mexicana          | XHURM  | 102.1 F.M. |
| Uandarhi             | XHRHI  | 107.9 F.M. |

## Educación
La escolaridad del municipio es de 7.8 años, el porcentaje de analfabetismo es de 9.1 %, no obstante el municipio de Uruapan tiene cubiertas las necesidades de educación básica, media superior y superior.

## Infraestructura y servicios

### Servicios de salud
En Uruapan existen instituciones médicas de tipo público y privado, en primer caso existen dos clínicas y dos hospitales pertenecientes al IMSS, una del ISSSTE, un hospital regional y un centro de salud, los cuales brindan servicio al municipio y a otros pertenecientes a la región.
En el ámbito privado existen distintos nosocomios y clínicas como lo son el Hospital Fray Juan de San Miguel, Hospital El Ángel, Hospital Civil de Uruapan, Hospital de Especialidades San Francisco, Clínica San Jorge, Clínica La Esperanza, Clínica La Magdalena o los Servicios Médicos de la Cruz Roja.

### Infraestructura deportiva
En Uruapan existen dos unidades deportivas, además de algunos clubs privados y otras instalaciones similares.

#### Unidades deportivas
- Hermanos López Rayón
- El Capulín

## Deportes
En el fútbol mexicano la ciudad de Uruapan es representada por el equipo Aguacateros CDU, el cual fue fundado en julio de 2018 y participa en la Segunda División de México, tercera categoría del sistema de ligas profesionales de la Federación Mexicana de Fútbol. Anteriormente la localidad contaba con dos equipos: el Club Deportivo Uruapan y los Originales Aguacateros de Uruapan, los cuales se fusionaron para dar forma al club actual.
Por otro lado, en la localidad también tiene su sede el conjunto Ireris Uruapan, el cual participa en la Liga Mexicana de Voleibol Femenil.

## Ciudades hermanas
La ciudad de Uruapan está hermanada con las siguientes ciudades:
- Culver City, Estados Unidos; desde el 24 de febrero de 1964.[14]
- Matanzas, Cuba; desde el 10 de octubre de 2003.[14]
- North Little Rock, Estados Unidos; desde el 30 de septiembre de 2005.[14]
- Quillota, Chile; Desde el 10 de diciembre del 2005.[15]
- Antigua Guatemala, Guatemala; desde el 23 de julio de 2003.[14]
- Madrigal de las Altas Torres, España; desde el 14 de marzo de 2007.[14]
- Kansas City, Estados Unidos; desde el 23 de octubre de 2008.[14]
- Casma, Perú; desde el 24 de agosto de 2012.[14]
- Zihuatanejo, México; desde el 1 de junio de 2013.[15]
- Bacanora, México; desde el 26 de noviembre de 2016.[16]